# Набеул
Набеул (арап. نابل; Тамазигхт: ⵏⴰⴱⴻⵍ) је град на обали Средоземног мора, у североисточном Тунису. Налази се на јужној обали полуострва Бон и центар је истоименог вилајета. Набеул је прво приморско одмаралиште у Тунису. Познат је још по пољопривредним богатствима и као главни центар туниске грнчарске индустрије. Град је имао 73.128 становника према попису из 2014. године.

## Историја
Набеул је основан у петом веку пре нове ере од стране Грка из Кирене, да би служио као трговачка лука. Његов данашњи назив је арабизација његовог грчког имена Неаполис (грч. Νεάπολις; „Нови град“), што је било уобичајено име грчких колонија. У римско доба, град је био важно трговачко средиште за жито од северне Африке до Рима и центар за производњу гарума за Рим. 
Дана 21. јула 365. године, велики цунами је погодио град као последица земљотреса на Криту. Набеул је тада претрпео велика разарања и поплаве.
Антички Неаполис је такође био седиште древне хришћанске епископије основане за време Римског царства, која је  и надживела аријевско, вандалско и ромејско царство, престајући да функционише тек муслиманским освајањем Магреба.
Епископија је обновљена у двадесетом веку од стране Римокатоличке цркве.

## Клима
Набеул је као и цео регион полуострва Бон познат по својој умереној клими. У јануару температура достиже 8,4° целзијуса на минималном просеку, а максимални просек достиже 15,8° целзијуса. У августу минимална просечна температура је 22,6° док је максимална 30,6°.
Просечна влажност ваздуха креће се између 69% у јулу до 76% у октобру. Просечан број сунчаних сати се креће од 337.9 у јулу до 133.3 у јануару.

## Економија
Модерна економија Набеула заснива се првенствено на туризму. Најпознатији хотели се углавном налазе на обали мора. Најпознатија туристичка одмаралишта у Набеулу укључују римско археолошко налазиште Неаполис (удаљено 2 километра од центра града), археолошки музеј који нуди керамичке и пунске статуе које датирају из седмог века пре нове ере и важну колекцију римских мозаика.
Набеулска Медина је главна трговачка зона у граду и њој се може приступити кроз улазе: Беб Блад (главни улаз), Беб ел Зауиа и Беб ел Хоуха.

## Занатство
Набеул је такође познат по уметничким грнчаријама, посебно осликаног посуђа као и зидних плочица.
Набеул је познат по шећерним фигурицама направљеним од калупа и украшеним природним бојама. Ове посластице су створене за муслиманску Нову годину и венчања. Шећерне лутке које симболизују невесте, животиње и још много тога традиционално се дају деци. Набеул је домаћин годишњег фестивала шећерних лутака и такмичења за најлепшу лутку. Ове шећерне лутке су сличне сицилијанским „pupi di cena“ и конзумирају се десет дана након Нове године за прославу Ашуре. О пореклу традиције се расправља, али се верује да је мигрирала са Сицилије у Набеул преко фатимидске традиције која датира из 969. године.

## Пољопривреда
Пољопривреда Набеула се ослања на поморанџе, лимуне и горку поморанџу, такође познату на француском као Бигардије. Људи из Набеула такође дестилују цветове горке наранџе, бурбонског геранијума и дамаст руже. 

## Гастрономија
Набеул је познат по својој хариси још од 16. века када су Андалужани дошли у Тунис да би овде преко целе године складиштили бибер. Ова активност под називом "Ел Оула" састоји се од очувања састојака хране током целе сезоне и продужења трајања како би се конзумирала свакодневно. Многе жене у Набеулу су и даље посвећене чувању "Ел Оула".

## Галерија
- Соук де Набеул
- Соук ел Белга
- Дугачка улица у Набеулу која повезује центар града са обалом Средоземног мора
- Раскрсница у Набеулу
- Улаз у железничку станицу